# غاري بيلامي
غاري بيلامي (بالإنجليزية: Gary Bellamy)‏ (4 يوليو 1962 في المملكة المتحدة - ) هو مدرب كرة قدم ولاعب كرة قدم بريطاني في مركز الدفاع. لعب مع كارديف سيتي ونادي تشيسترفيلد ونادي ليتون أورينت ووولفرهامبتون واندررز وبرينتري تاون ونادي تشيلمسفورد.

## وصلات خارجية
- غاري بيلامي على موقع Soccerbase.com (لاعب) (الإنجليزية)